# Combinacion (ciruela)
Combinacion es una variedad cultivar de ciruelo (Prunus salicina), de las denominadas ciruelas japonesas (aunque las ciruelas japonesas en realidad se originaron en China, fueron llevadas a los EE. UU. a través de Japón en el siglo XIX).
Una variedad que crio y desarrolló a finales del siglo XIX Luther Burbank en Santa Rosa (California), siendo un híbrido del cruce de Prunus salicina x probablemente mezcla con otras especies no mencionadas.
Fruta de tamaño pequeño a mediano, con piel de color amarillo dorado con chapa más o menos extensa rojo carmín vivo formada por manchitas como salpicaduras muy unidas, punteado grande, abundante en caras laterales, aislado en el resto, y pulpa de color amarillo ámbar, textura blanda, poco jugosa, muy pastosa, y sabor medianamente dulce, aromático con cierto sabor a albaricoque, muy agradable si se desprende la piel que es muy amarga.

## Sinonimia
- "Combination Luther Burbank Plum",
- "Combinación".

## Historia
'Combination' variedad de ciruela, de las denominadas ciruelas japonesas con base de Prunus salicina, que fue desarrollada y cultivada por primera vez en el jardín del famoso horticultor Luther Burbank en Santa Rosa (California) mediante una hibridación de la flor de Prunus salicina como parental madre con polen de probablemente mezcla con otras especies no mencionadas. Burbank realizaba investigaciones en su jardín personal y era considerado un artista del fitomejoramiento, que intentaba muchos cruces diferentes pero registraba poca información sobre cada experimento.
Las ciruelas 'Combination' se desarrollaron a finales del siglo XIX en Santa Rosa, una ciudad en el condado de Sonoma en el norte de California. Fueron introducidas en los circuitos comerciales en 1900, siendo particularmente notable por su importancia para la industria del transporte de frutas de California.
'Combination' está descrita: 1. Burbank Cat. 1901.
'Combinacion' está cultivada en el banco de germoplasma de cultivos vivos de la Estación experimental Aula Dei de Zaragoza. Está considerada incluida en las variedades locales autóctonas muy antiguas, cuyo cultivo se centraba en comarcas muy definidas, que se caracterizan por su buena adaptación a sus ecosistemas, y podrían tener interés genético en virtud de su características organolepticas y resistencia a enfermedades, con vista a mejorar a otras variedades.

## Características
'Combinacion' árbol de porte extenso, vigoroso, erguido, muy fértil y resistente. Las flores deben aclararse mucho para que los frutos alcancen un calibre más grueso. Tiene un tiempo de floración que comienza a partir del 16 de abril con el 10% de floración, para el 20 de abril tiene una floración completa (80%), y para el 29 de abril tiene un 90% de caída de pétalos.
'Combinacion' tiene una talla de tamaño pequeño a mediano, de forma redondeado aplastada, asimétrica con un lado bastante más desarrollado sobre todo en la parte pistilar, presentando sutura línea transparente, del mismo color del fondo, en depresión ligera en toda su extensión;epidermis poco recubierta de pruina blanquecina, sin pubescencia, piel de color amarillo dorado con chapa más o menos extensa rojo carmín vivo formada por manchitas como salpicaduras muy unidas, punteado grande, abundante en caras laterales, aislado en el resto, de color blanquecino, aureolado de verde sobre el fondo y de carmín sobre la chapa; Pedúnculo de longitud medio, fino, leñoso, muy pubescente, fuertemente adherido al fruto, insertado en una cavidad peduncular estrecha, medianamente profunda, poco rebajada en la sutura; pulpa amarillo ámbar, textura blanda, poco jugosa, muy pastosa, y sabor medianamente dulce, aromático con cierto sabor a albaricoque, muy agradable si se desprende la piel que es muy amarga.
Hueso adherente o semi adherente, pequeño, elíptico, punto pistilar apuntado, surcos finos pero bien marcados, superficie casi lisa.
Su tiempo de recogida de cosecha se inicia en su maduración durante la primera decena del mes de julio.

## Usos
Las ciruelas 'Combinacion' se comen crudas de fruta fresca en mesa, y también se transforma en mermeladas, almíbar de frutas o compotas para su mejor aprovechamiento.

## Cultivo
Autofértil, es una muy buena variedad polinizadora de todos los demás ciruelos.